# خوسيه لويس أرويو
خوسيه لويس أرويو (بالإنجليزية: José Luis Arroyo)‏ (25 يونيو 1987 ببورتوريكو في الولايات المتحدة - ) هو لاعب كرة قدم أمريكي في مركز الهجوم. لعب مع نادي أتليتيكو ريفير بليت بورتو ريكو.

## وصلات خارجية
- خوسيه لويس أرويو على موقع قاعدة بيانات كرة القدم.إي يو (الإنجليزية)
- خوسيه لويس أرويو على موقع ناشيونال فوتبول تيمز (الإنجليزية)
- خوسيه لويس أرويو على موقع Soccerway.com (الإنجليزية)